# Авторское право на служебные произведения
Авторское право на служебные произведения  (works made for hire) — право на произведение, созданное работником в рамках его основной работы по найму или для некоторых ограниченных видов работ, где все Стороны договариваются в письменной форме. Работа по найму — законодательно определённый термин (17 U. S. С. § 101). Существует также понятие корпоративное авторство, когда в качестве работодателя выступает корпорация или иное юридическое лицо.
Примером служебных произведений в США являются операционные системы компании Майкрософт, разработанные программистами компании. Издатели имеют авторские права на работы: статьи в прессе, написанные сотрудниками газет, иллюстрации, комиксы и др. Однако статьи, опубликованные в научных журналах, или работы, произведённые фрилансерами для журналов обычно не являются произведениями, созданными в работах по найму, поэтому издатели, при желании, могут только требовать от правообладателя, автора, оформить соглашение о передаче авторских прав издателю. Авторы служебных произведений сохраняют только моральные права.

## Авторское право на служебные произведения в Российской Федерации
В РФ, если автор работает по трудовому договору и создает произведения в рамках своих трудовых обязанностей, то созданное произведение будет являться служебным. Но, если тот же самый автор может выполнять произведение вне рамок его трудовых обязанностей, в том числе и по договору авторского заказа, что регламентируется статьей 1288 Гражданского кодекса РФ. По пункту 2 статьи 1295, автор-работник и работодатель могут изменить правовой режим служебного произведения путём заключения гражданско-правового договора, в котором может быть предусмотрена передача исключительного права от работодателя работнику. То есть, в зависимости от правового положения автора, является ли он работником или работает по гражданско-правовому договору, имеется ли договор о передаче исключительного права от работодателя работнику, у произведения будет разный статус и разные для сторон правовые последствия.
При этом не все служебные произведения обладают признаками охраноспособности. Если работа выполнена для выполнения непосредственно трудовой функции, например, лекция будет считаться оригинальным произведением, если она специально создана и впервые была прочитана или была зафиксирована на материальном носителе в рамках нового оригинального (авторского) разработанного курса.
Согласно четвёртой части Гражданского кодекса РФ для определения того, является ли созданное работником после 31 декабря 2007 года по заданию работодателя произведение служебным, надо знать, входило ли задание в перечень трудовых обязанностей работника. Если выполненное задание работодателя в его трудовые обязанности не входило, то произведение не является служебным. Исключительное право на него принадлежит работнику, его использование работодателем возможно лишь на основании отдельного соглашения с работником и при условии выплаты ему вознаграждения.
Основным отличием авторского права США от российского является то, что, по 201(b) Закона, автором служебного произведения является не человек, создатель произведения, а лицо, которое наняло создателя произведения и для которого оно было создано. Этим лицом является работодатель, но поскольку работодателем может быть как физическое, так и юридическое лицо, то автором служебного произведения в соответствии с авторским правом США может также быть как физическое, так и юридическое лицо. Это положение может быть изменено сторонами, если они заключают договор. Стороны могут договориться, что автором такого произведения может быть и сам работник.

## Авторское право на служебные произведения в Соединенных Штатах
Обстоятельства, при которых работа считается «служебное произведением» определяется в США законом Об авторском праве 1976 года.
При определении авторства на служебные произведения определяется, является ли наемный работник сотрудником по своей воле. Здесь имеет значение наличия у сотрудника от работодателя орудий труда и инструментов; местонахождение работы; длительность отношений между сторонами; способ оплаты труда; предоставление работнику льгот; налогообложение. В § 220(2) закона излагается список факторов, имеющих отношение к определению, является ли наемный участник сотрудником.
Если же произведение создается независимым Подрядчиком или фрилансером, его работа может рассматриваться как работа по найму только при соблюдении всех следующих условий:
- работа должна соответствовать одной из категорий, а именно: (1) наличие вклада в коллективную работу, (2) работа составляет часть кинофильма или другого аудиовизуального произведения, (3) дополнительная работа (4) обобщение, (5) дидактический текст, (6) атлас;
- работа должна быть специально заказана;
- должно быть составлено письменное соглашение между сторонами, определяющее, что работа — это служебное произведение. В соглашении должна быть написана фраза «работа по найму» или «работы по найму».[1]

Написание во взаимном соглашении, что работа сотрудника — это работа по найму, не является достаточным условием для авторства. Любое соглашение, не удовлетворяющие всем вышеперечисленным критериям является не допустимым для соглашения по работе по найму и все права на работу остаются за создателем произведения. Суды также учитывают, что соглашение о работе должно быть заключено, хотя может быть и не подписано, до начала работы.
Сторона найма, например, киностудия, для создания кинофильма может нанять десятки авторов произведений (например, авторов нот, сценария, авторов звуковых эффектов, костюмов) каждый из которых может потребовать повторных соглашений с создателями, если для показа фильма или условий его создания что-то изменилось. В случае не достижения этой договоренности с любым автором показ фильма может быть запрещен. Чтобы избежать этого продюсеры кинофильмов и аналогичных произведений требуют, чтобы все работы были сделаны работниками по найму.
С другой стороны, работа с соглашением по найму является менее предпочтительным для создателей, чем договор о передаче авторского права. В рамках работы по найму, заказчик является владельцем всех прав с самого начала, даже если договор был нарушен, тогда как при передаче прав, автор произведения может ограничивать заказчика до тех пор, пока все условия договора будут выполнены. Ограничение может быть мощным инструментом, когда необходимо заставить заказчика исполнять свои обязательства.
Автор имеет неотъемлемое право расторгнуть передачу авторских прав в течение 35 лет после создания работы. Однако, согласно данным ведомства США по авторскому праву, циркуляр 9 «прекращение положения закона не распространяются на работы, выполненные по найму».

### Взаимоотношения между работником и работодателем
Если произведение создается работником предприятия, то понятия «служебное произведение» зависит от отношений «работодатель-работник». При этом суды учитывают факторы:
1. Контроль со стороны работодателя за работой (например, работодатель может определить, как работа выполнена, работа выполнена на места расположения работодателя, и предоставляет ли работодатель оборудование или другие средства для создания рабочих мест)
2. Контроль работодателя над работником (например, работодатель контролирует график работы, право работника на выполнение других поручений, способ оплаты, наличие у работника помощников)
3. Состояние и поведение работодателя (например, работодатель для производства работ предоставляет работнику льготы и удерживает ли налог из зарплаты работника).

## Продолжительность авторского права
В РФ срок действия исключительных прав на служебные произведения действуют в течение жизни автора плюс 70 лет после его смерти или посмертной реабилитации, плюс другие поправки.
В Соединенных Штатах «работа по найму» (после 1978 года) получает защиту авторских прав до 120 лет после её создания или 95 лет после публикации, в зависимости от того, что наступит раньше. Это отличается от стандартного американского авторского права — срок жизни автора плюс 70 лет. Работы, опубликованные до 1978 года, не имеют дифференциации в отношении сроков[прояснить].

## Споры
В судебном деле Weinstein против University of Illinois профессор Иллинойсского университета, написавший статью в соавторстве с другими профессорами, потребовал признать авторство за ним и указать его имя в качестве автора в публикации статьи. Университет же заявил, что работа является служебным произведением, и все права принадлежат университету.
Суд не смог принять чью-либо сторону, оставив иск без рассмотрения по процессуальным причинам. При этом суд указал, что права авторства на такие произведения должны определяться в соответствии с внутренними правилами и положениями о политике в области интеллектуальной собственности самого университета.